# Olsen-Banden (film fra 1969)
|  | For den danske film af samme navn, se Olsen-banden (film fra 1968). For andre betydninger af Olsen-banden, se Olsen-banden. |
Olsen-Banden er en norsk spillefilm fra 1969, instrueret af Knut Bohwim. Filmen havde premiere den 11. august 1969 ved biograferne Saga og Soria Moria i Oslo. I senere tid har filmen fået tilnavnet "Operasjon Egon"
Filmen blev dårligt modtaget af VGs anmeldere, som gav den et "terningkast". "Resultatet er et produkt, som ligger langt under grænsen for den fladeste folkekomedie", skrev anmelderen. Han gav imidlertid noget ros til filmens fotograf og musikken til Egil Monn-Iversen.

## Medvirkende
- Arve Opsahl - Egon Olsen
- Sverre Holm - Benny Fransen
- Carsten Byhring - Kjell Jensen
- Aud Schønemann - Valborg Jensen
- Pål Johannessen - Basse Jensen
- Solfrid Heier - Ulla
- Sverre Wilberg - Kriminalbetjent Hermansen
- Georg Richter - Kriminalchefen
- Willie Hoel - Caf'evært Hansen
- Ingeborg Cook - Connie fra ordhuset
- Synnøve Strigen - Mona fra ordhuset
- Stein Thorsrud - Birger Jensen
- Kari Diesen - Ekspiditør i bladshop
- Birger Løvaas - Stationsbetjent
- Leif Enger - Mistænkelig herre
- Knut Bohwim - Tyv i buret
- Sverre Anker Ousdal - Mand på benzinstation
- Bjarne Bø - mercedejer
- Ulf Wengård - Dreng
- Ivar Medaas - Lensmand
- Henry Hagerup - Tysk ambassadør